# مارك نويل
مارك نويل هو قاضي كندي، ولد في 31 أكتوبر 1948.